# Scott Turow

Scott Turow (2008)

Scott Turow (* 12. April 1949 in Chicago, Illinois) ist ein US-amerikanischer Schriftsteller und Jurist.

## Leben
Nach seinem Abschluss an der Harvard-Universität arbeitete Turow zwischen 1978 und 1986 als Staatsanwalt in Chicago. In dieser Zeit vertrat er die Anklage in mehreren Korruptionsprozessen. Danach widmete er sich dem Schreiben von Büchern, für die er mehrere Auszeichnungen erhielt, unter anderem den Silver Dagger der britischen Crime Writers’ Association (CWA).
Scott Turows Buch Presumed Innocent wurde 1990 von Alan J. Pakula mit Harrison Ford in der Hauptrolle verfilmt. David E. Kelley adaptierte den Roman 2024 für eine achtteilige Fernsehserie, in der Jake Gyllenhaal die Hauptrolle übernahm. Turows Romane über das Justizsystem der USA sind Bestseller, weltweit wurden über 25 Millionen Exemplare verkauft.
Turow ist Gegner der Todesstrafe. Als Partner der Anwaltssozietät Sonnenschein, Nath & Rosenthal in Chicago übernahm er unentgeltlich (pro bono) einige Fälle und erreichte 1995 die Freilassung von Alejandro Hernandez, der elf Jahre unschuldig in der Todeszelle verbracht hatte. Turow war Mitglied einer Kommission, die dem Gouverneur von Illinois die Aussetzung der Vollstreckung aller Todesurteile empfahl, da in vielen untersuchten Fällen schwerwiegende Verfahrensmängel vorlagen.
Turow ist seit 1971 mit seiner Frau Annette verheiratet und hat drei Kinder.

## Auszeichnungen
- 1987: Silver Dagger für: Presumed Innocent. Farrar, Straus, Giroux, New York 1987 (dt. Titel: Aus Mangel an Beweisen. Droemer Knaur, München 1988)
- 1988: Schwedischer Krimipreis (International) für: Misstänkt. Albert Bonnier, Stockholm 1987. (Originaltitel: Presumed Innocent. Farrar, Straus, Giroux, New York 1987; dt. Titel: Aus Mangel an Beweisen. Droemer Knaur, München 1988)

## Werke
Als Autor
- Kindle County Serie
  - Aus Mangel an Beweisen. Roman („Presumed Innocent“). Heyne, München 2007, ISBN 978-3-453-43248-2.
  - Die Bürde der Wahrheit. Knaur, München 1998, ISBN 3-426-71158-3 (Originaltitel: The Burden of Proof. Fortsetzung zu Presumed Innocent; fürs TV verfilmt).
  - So wahr mir Geld helfe. Roman („Pleading Guilty“). Heyne, München 2008, ISBN 978-3-453-43268-0.
  - Das Gesetz der Väter. Roman („The Laws of Our Fathers“). Goldmann, München 2006, ISBN 3-442-46086-7.
  - Die Gierigen und die Gerechten. Roman („Personal Injuries“). Goldmann, München 2002, ISBN 3-442-45259-7.
  - Das Gift der Gewissheit. Goldmann, München 2005, ISBN 3-442-45947-8 (Originaltitel: Reversible Errors. fürs TV verfilmt mit Tom Selleck und William H. Macy).
  - Befangen. Roman („Limitations“). Heyne, München 2009, ISBN 978-3-453-43419-6.
  - Der letzte Beweis. Blessing, München 2010, ISBN 978-3-89667-424-1 (amerikanisches Englisch: Innocent. Fortsetzung zu Presumed Innocent; fürs TV verfilmt mit Alfred Molina und Bill Pullman).
  - Die Erben des Zeus. Wilhelm Heyne, München 2016, ISBN 978-3-453-41958-2 (amerikanisches Englisch: Identical. Fortsetzung zu Innocent).
  - Suspect, engl. Originaltitel, 2022
- Andere Romane
  - Der Befehl („Ordinary Heroes“). Heyne, München 2007, ISBN 978-3-453-43254-3.

- Sachbücher
  - One L. The turbulent story of the first year at Harvard Law School. Warner Books, New York 1997, ISBN 0-446-67378-1.
  - Ultimate Punishment. A Lawyer's Reflections on Dealing with the Death Penalty. Farrar, Straus & Giroux, New York 2003, ISBN 0-374-12873-1.

Als Herausgeber
- Schlußplädoyers („Guilty as Charged. The Penguin Book of New American Crime Writing“). Knaur, München 1997, ISBN 3-426-60560-0.